# Арельяно, Эльвира
Эльвира Арельяно (исп. Elvira Arellano; род. в 1975 году) — нелегальная иммигрантка мексиканского происхождения, получившая известность в североамериканских и латиноамериканских СМИ благодаря широко развёрнутой кампании против депортации нелегальных иммигрантов, приводящей к разрыву с их детьми, большей частью несовершеннолетними, рождёнными в США, а потому имеющими легальный статус.
Эльвира была однажды депортирована в 1997 году, затем вернулась в США, где у неё появился незаконнорожденный сын Сауль. После того как на её след в очередной раз напала полиция, Эльвира нашла убежище в церкви города Чикаго. Несмотря на затворнический образ жизни, Эльвира попала в центр внимания СМИ, особенно испаноязычных, и охотно давала интервью. Затем, немного осмелев и заручившись массовой народной поддержкой латиноамериканской общины, Эльвира начала покидать пределы церкви. 20 августа 2007 года, однако, Эльвира была арестована во время пропагандистских акций в Лос-Анджелесе, куда Эльвира выехала для проведения своей кампании, после чего она была депортирована в Мексику. В испаноязычных СМИ Эльвира получила прозвище «латиноамериканская Роза Паркс». 23 марта 2014 года ей было позволено вернуться в США с гуманитарной визой.

## Биография
Эльвира родилась в городке Сан Мигель Курахуанго, в штате Мичоакан, Мексика.
Эльвира нелегально прибыла в США в 1997 году и вскоре была депортирована из Вашингтона. В страну она вернулась нелегально (вероятно, с помощью так называемых проводников-койотов) уже после нескольких дней пребывания в Мексике и три года проживала в штате Орегон, где в 1999 году родила сына (в результате изнасилования). В 2000 году Эльвира перебралась в Чикаго, где по фальшивым документам устроилась работать в международный аэропорт уборщицей самолётов. В 2002 году, после событий 11 сентября, в ходе проверок документов её разоблачили и три года она находилась на испытательном сроке, пока иммиграционные власти не велели ей явиться для выяснения статуса 15 августа 2006 года. В этот день, вместо того чтобы явиться в суд, где её ждала неминуемая депортация, Эльвира нашла убежище в методистской церкви Чикаго.

## Деятельность
С тех пор, вплоть до её второй депортации в августе 2007, Эльвира занималась проблемами нелегальных иммигрантов и возглавила организацию Объединённая Латиноамериканская Семья (исп. La Familia Latina Unida), выступающую за право родителей-нелегалов остаться со своими легальными несовершеннолетними детьми в США. Эльвира выступала на испанском языке по телеканалам Унивисьон, Телемундо, Телевиса.

## Противоречия
У Эльвиры появилось и немало противников, в основном белых американцев, ставящих ей в вину тот факт, что она просто-напросто прикрывается собственным сыном, чтобы уберечься от депортации. Эльвира отвечает, что всё это — акции расизма со стороны белого населения, контролирующего, по её мнению, власть в стране. Вместе с тем и многие афроамериканцы отрицательно настроены по отношению к Эльвире, так как ревностно относятся к образу непокорной афроамериканки Розы Паркс и не могут допустить мысли о том, что теперь мексиканцы, а не афроамериканцы являются самым большим меньшинством в стране. В настоящее время депортированная Эльвира находится у друзей в приграничном мексиканском городе Тихуана. Правительство США заявило, что ничто не мешает её сыну Саулю приезжать к ней в Мексику или даже остаться там на постоянное жительство, если она так стремится сохранить семью.